# Leo Lauterbach
Leo Lauterbach, auch Aryeh Lauterbach, (hebräisch ליאו לאוטרבך; geboren 7. Januar 1886 in Drohobytsch, Österreich-Ungarn; gestorben 27. Juli 1968 in Jerusalem) war ein israelischer Verbandsfunktionär der Jewish Agency.

## Leben
Leo Lauterbach war ein Sohn von Pinkas Lauterbach und Anna Lauterbach, die aus jüdischen Familien stammten, die unternehmerisch in der Erdölindustrie Galiziens tätig waren. Er studierte 1905 Jura in Wien und von 1906 bis 1910 in Lemberg und wurde 1913 promoviert. 1912/13 war er Vorsitzender der zionistischen Studentenorganisation in Galizien. Ab 1919 war er für die Zionistische Weltorganisation (WZO) tätig. 1921 ging er zur Jewish Agency for Palestine nach London und wurde dort Leiter der Organisationsabteilung. Im Jahr 1935 wurde er zum Direktor des Organisationswesens der WZO befördert und ging 1936 beim Umzug der Jewish Agency mit dieser nach Jerusalem. 1939 wies er darauf hin, dass die antijüdischen Maßnahmen der deutschen Regierung im annektierten Österreich auf die Auslöschung des Judentums in Österreich hinausliefen.
Lauterbach wurde 1956 pensioniert und kümmerte sich fortan um seine biografischen Arbeiten zur Familie Lauterbach. 

## Schriften (Auswahl)
- The lives of my parents, Pinkas and Anna Lauterbach : two memoirs : to commemorate the 100th anniversaries of their births. Jerusalem, 1956
- Chronicle of the Lauterbach Family Descendants of Jacob Bezalel Lauterbach of Drohobycz: 1800–1960. Englisch/hebräisch. Jerusalem: Lauterbach Family Fund, 1948, 1960³, 3 Ergänzungsbände 1962–1968